# Гробље свемирских летелица
Такозвано гробље свемирских летелица је област у јужном Пацифику 3.900 km југоисточно од Велингтона (главног града Новог Зеланда), где се већ дуже време из орбите одлажу свемирске летелице. Најзначајнији примери који су наменски деорбитирани на ову локацију су свемирска станица Мир и скоро сви руски бродови за снабдевање Прогрес. Ова локација одабрана је за ову намену због своје забачености, односно, јер близу ове локације нема људских насеобина које би биле угрожене уласком летелица у атмосферу.
Од других свемирских летелица за које се рутински користи ова локација издвајају се аутоматски бродови за снабдевање МСС: јапанска летелица H-II и Аутоматски брод за снабдевање (МСС) који користи агенција ЕСА.

## Документовање уласка у атмосферу
Најбоље документовани улазак неке летелице у атмосферу на овој локацији био је повратак аутоматског брода за снабдевање агенције ЕСА, који су снимили чланови посебне експедиције ове и агенције НАСА у септембру 2008. године. То је био крај прве мисије ове летелице до МСС.
Жил Верн, како је брод носио назив, се одвојио од МСС 5. септембра 2008. и изманеврисао се до орбите 5 km испод МСС. Летелица је остала у овој орбити све до 29. септембра. Тог дана, у 10.00.27 UTC, Жил Верн спровео је прво паљење мотора за излазак из орбите у трајању од 6 минута, а затим још једно паљење у 12.58.18 UTC у трајању од 15 минута. У 13.31 летелица Жил Верн почела је да улази у горње слојеве атмосфере на висини од 120 km, и у наредних 12 минута спровела је контролисани улазак у атмосферу и распала се над јужним Пацификом, југозападно од Тахитија, као што је и планирано. Овај улазак у атмосферу снимљен је и фотографисан помоћу два авиона који су се наменски налазили у тој области како би се прикупили важни подаци. Кратак филм о документовању повратка Жила Верна у атмосферу може се видети у галерији испод.
- Фотографија деструктивног повратка у атмосферу Жила Верна
- Иза кулиса са тимом који је документовао повратак Жила Верна (НАСА, 2008)